# Silene tokachiensis
Silene tokachiensis är en nejlikväxtart som beskrevs av Y. Kadota. Silene tokachiensis ingår i släktet glimmar, och familjen nejlikväxter. Inga underarter finns listade i Catalogue of Life.